# ミルチャ・エリアーデ
ミルチャ・エリアーデ（Mircea Eliade, 1907年3月13日 - 1986年4月22日）は、ルーマニア出身の宗教学者・宗教史家、民俗学者、歴史哲学者、作家（主に幻想文学および自伝的小説で有名）。ブカレスト生まれ。

## 経歴

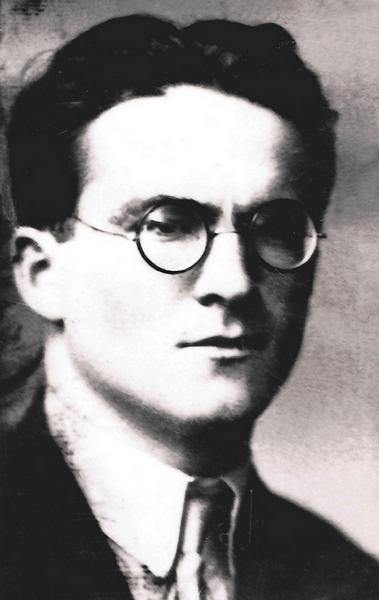
ブカレスト大時代のエリアーデ（1933年）

1907年、ブカレスト生まれ。1932年頃、ブカレスト大学でエミール・シオランやウジェーヌ・イヨネスコに出会い、3人は途中短い中断はあるものの、生涯の友人となった。1970年代以降、エリアーデは自分が戦前鉄衛団（Garda de Fier、極右政治組織）に対して共感を抱いていたことを自己批判してきた。しかしながら、彼の政治的見解は、インドのカルカッタ大学で長期間研究を続けたことに始まる彼の学問的業績には、何ら大きな影響を及ぼしてはいない。
カシムバザールのマハラジャがヨーロッパの研究者のために資金援助しているのを知ったエリアーデは、マハラジャの奨学金に応募し、カルカッタで4年間の研究を行なうことを認められた。1928年、彼はサンスクリット語と哲学をスレンドラナート・ダスグプタ（インドの哲学者、1885年 - 1952年）の下で研究するために、カルカッタまで船に乗った。ダスグプタは、ケンブリッジ大学を卒業したカルカッタ大学のベンガル人教授であり、『インド哲学史』（全5巻）の著者であった。エリアーデはダスグプタ教授の娘マイトレイと恋に落ち、結婚を望んだが、ダスグプタに反対され実現しなかった。この体験をもとにして、のちに小説『マイトレイ』が書かれた。1930年9月、ダスグプタのもとを去り、1931年3月までヒマラヤの山小屋に籠もる。1931年12月、ルーマニアに帰国。
ルーマニアに帰国後はブカレスト大学でナエ・イオネスクの助手を務め、講義・著作活動を行う。1933年5月に発表した小説『マイトレイ』は大評判となった。
1938年7月、政治的理由により逮捕され、ナエ・イオネスクとともにミエルクレア＝チュクの収容所に送られるが、年内に釈放。1940年にはルーマニア政府によりロンドンに文化担当の大使館職員として派遣され、1941年から1944年までリスボンで同様に大使館に勤めた。
第二次世界大戦後は、パリに移住し、フランスで活動する。戦後にドイツの作家エルンスト・ユンガーと『アンタイオス』誌を共同編集・発行している。のちにヨアヒム・ワッハの呼びかけに応じシカゴ大学に赴任した（1957年）。その後はシカゴで過ごし、1986年に脳卒中で倒れたのち死去。同地のオークウッズ墓地に埋葬されている。
8つの言語（ルーマニア語、フランス語、ドイツ語、イタリア語、英語、ヘブライ語、ペルシア語、サンスクリット語）を流暢に使いこなした。

## 研究内容・業績

### 業績
- エリアーデの思想（学問的な流れ）は、ルドルフ・オットー、ヘラルドゥス・ファン・デル・レーウ、ナエ・イオネスク、伝統主義派（Traditionalist School）の業績に部分的な影響を受けている。
- 本国ルーマニアでは小説家として認知されているほか、宗教歴史学の分野におけるエリアーデの遺産が、雑誌『アルカェウス』（"Archaeus",1997年創刊）に反映されている。

### 同時代ならびに後世に与えた影響
- エリアーデは、ヨアン・ペトル・クリアーヌなど多くの学者たちに決定的な影響を与えた。宗教史に関する業績では、シャーマニズム、ヨーガ、宇宙論的神話に関する著作においてもっとも評価されている。シャーマニズムにおいては、憑依ではなく、脱魂（エクスタシー）を本質と説いた。
- 近年、画家の岡本太郎がエリアーデの著作から思想的に大きな影響を受けていることが指摘されている（佐々木秀憲「岡本太郎におけるミルチャ・エリアーデの影響」『美学』239号2011年冬）。また、作家の平野啓一郎もエリアーデの著作の影響を受けたと述べている[3]。
- 没後、シカゴ大学神学部宗教史学科では、エリアーデの広範な貢献を讃え、彼の名を冠し「ミルチャ・エリアーデ記念宗教史講座」 (Mircea Eliade Distinguished Service Professor of the History of Religions) 職を設置している。
- シカゴ学派
- その指導を受けた学生は多いが、日本人では荒木美智雄がいる[4]

## エリアーデ学説に対する批判

### 過度の一般化
エリアーデは自らの理論の正しさを証明するために、多くの神話や儀式を著作の中で取り上げている。しかし、多くの学者は、エリアーデの取り上げ方は恣意的で、彼の理論を宗教全般に当てはまるものだとするには証明が十分ではないと考えている。ダグラス・アレンは「エリアーデは現代の宗教史学者の中でも最も影響力があり、かつ人気のある人物である。しかし、人類学者、社会学者、宗教史学者の多くが（ほとんどではないにしろ）エリアーデの作品を無視、もしくは軽視している。」と述べている。

### ロマンの投影
インド史を専門とするロナルド・インデンはエリアーデがカール・グスタフ・ユングやジョーゼフ・キャンベルらのように、ヒンドゥー教をロマン主義的な見方で捉えていると批判している。インデンはエリアーデらの研究対象へのアプローチは主としてオリエンタリズム的なアプローチであって、ヒンドゥー教が現代に生きる西欧人に欠けている思想であるかのように思わせていると指摘している。

## 著作（一部）

### 主な学問的業績
- Solilocvii, 1932
- Oceanografie, 1934
- Fragmentarium, Editura Vremea, 1939
- Cosmologie și alchimie babiloniană , 1937
- Insula lui Euthanasius, Fundația Regală pentru Literatuă și Artă, 1943
- Comentarii la legenda meșterului Manole, Bucharest: Editura Publicom, 1943
日本語訳（以下略）『ルーマニア・オーストラリア・南アメリカ宗教学名著選』 奥山倫明監修（国書刊行会〈アルカイック宗教論集第1巻〉、2013年）

『再統合の神話』、他に『棟梁マノーレ伝説の注解』、『オーストラリアの宗教』、『南アメリカの高神』を収録。
- Traité d’histoire des religions, Paris: Payot, 1949
『エリアーデ著作集 第1・2・3巻：宗教学概論 1・2・3』 堀一郎監修、久米博訳（せりか書房、1974年）、ISBN 4-7967-0078-1：ISBN 4-7967-0080-3：ISBN 4-7967-0082-X
- Le Mythe de l'éternel retour, Paris: Gallimard, 1949
『永遠回帰の神話：祖型と反復』 堀一郎訳（未來社、1963年、のち新版）、ISBN 4-624-10002-6
- La Chamanisme et les Techniques archaïques de l'extase, Paris: Payot, 1951
『シャーマニズム：古代的エクスタシー技術』 堀一郎訳（冬樹社、1974年）
新版『シャーマニズム』、筑摩書房〈ちくま学芸文庫 上・下〉、2004年、上：ISBN 4-480-08837-7、下：ISBN 4-480-08838-5）
- Images et symboles. Essais sur le symbolisme magico-religieux, Paris: Gallimard, 1952
『イメージとシンボル』 前田耕作訳（せりか書房、1971年）、ISBN 4-7967-0077-3。のち「著作集 第4巻」
- La Yoga: Immortalité et Liberté, Paris: Payot, 1954
『エリアーデ著作集 第9・10巻：ヨーガ 1・2』 堀一郎監修、立川武蔵訳（せりか書房、1975年）、ISBN 4-7967-0084-6：ISBN 4-7967-0087-0、
- Forgerons et alchimistes, Paris: Flammarion, 1956
『エリアーデ著作集 第5巻：鍛冶師と錬金術師』 大室幹雄訳（せりか書房、1973年）、ISBN 4-7967-0074-9
- Birth and Rebirth（Harper, 1958）
『生と再生：イニシエーションの宗教的意義』 堀一郎訳（東京大学出版会〈UP選書〉、1971年）

※重版多数、下記の訳書は、仏語版での同一著（増補第2版）
- Initiation rites société secrètesNa　issances mystiques　Essai sur quelques types d'initiation（Gallimard, 1959、第2版1976）
『加入礼・儀式・秘密結社：神秘の誕生──加入礼の型についての試論』 前野佳彦訳（法政大学出版局〈叢書ウニベルシタス〉、2014年）
- Méphistophélès et l'androgyne, Paris: Gallimard, 1962
『エリアーデ著作集 第6巻：悪魔と両性具有』 宮治昭訳（せりか書房、1973年）、ISBN 4-7967-0072-2
- Aspects du mythe, Paris: Gallimard, 1963
『エリアーデ著作集 第7巻：神話と現実』 中村恭子訳（せりか書房、1973年）、ISBN 4-7967-0071-4
- Das Heilige und das Profane, Reinbeck: Rowohlt Taschenbuch, 1967
『聖と俗：宗教的なる物の本質について』 風間敏夫訳（法政大学出版局〈叢書ウニベルシタス〉、1969年、新装版2014年）、ISBN 4-588-09976-0
- Primitives to Zen: A Thematic Sourcebook on the History of Religions, London, New York; Harper & Row, 1967

（『未開人から禅まで：宗教史に関する主題別原典史料集』）.
- The Quest: History and Meaning in Religion, Chicago: University of Chicago Press, 1969
『エリアーデ著作集 第8巻：宗教の歴史と意味』 前田耕作訳（せりか書房、1973年）、ISBN 4-7967-0075-7
- De Zalmoxis à Gengis-Khan. Études comparatives sur les religions et le folklore de la Dacie et de l'Europe orientale, Paris: Payot, 1970
『エリアーデ著作集 第11巻・第12巻：ザルモクシスからジンギスカンへ : ルーマニア民間信仰史の比較宗教学的研究  1・2』
　斎藤正二訳・林隆訳（後半のみ）（せりか書房、1976-77年）、ISBN 4-7967-0109-5、ISBN 4-7967-0092-7
- Occultism, Witchcraft and Cultural Fashions, Chicago: University of Chicago Press, 1976
『オカルティズム、魔術、文化流行』 楠正弘、池上良正訳（未來社、1978年、のち新版）、ISBN 4-6241-0016-6
- Histoire des croyances et des idees religieuses, Paris: Payot, 1976-1983
『世界宗教史』 荒木美智雄・松村一男ほか訳（筑摩書房（全4巻）、1991年、ちくま学芸文庫（全8巻）、2000年）
　※単行判の第4巻＆文庫判の第7・8巻目は原案のみ、弟子たちにより共編著で没後出版。

### 主な小説
- Maitreyi, Ed. Cultura Naţională, 1933
『マイトレイ（英語版、ルーマニア語版）』 住谷春也訳（作品社、1999年）、ISBN 4-87893-324-0
『マイトレイ』 住谷春也訳（河出書房新社〈世界文学全集〉、2009年）、ISBN 4-309-70955-9
- Întoarcerea din rai, 1934
- Huliganii, 1935
- Domnișoara Christina, 1936
『令嬢クリスティナ（英語版、ルーマニア語版）』 住谷春也訳（作品社、1995年）ISBN 4-87893-218-X
1992年（英語版）・2013年（英語版）の二度、ルーマニアで映画化。
- Forêt interdite（Noaptea de Sânziene）, Paris: Gallimard, 1955
『妖精たちの夜（英語版、ルーマニア語版）』 住谷春也訳（全2巻：作品社、1996年）、ISBN 4-878-93268-6、ISBN 4-878-93269-4
- Pe strada Mântuleasa, Paris: Caietele Inorogului, 1968
『ムントゥリャサ通りで（英語版、ルーマニア語版）』 直野敦訳（法政大学出版局、1977年、新装版2003年、改装版2021年）、ISBN 978-4-588-49040-8
- 『エリアーデ幻想小説全集』 直野敦・住谷春也訳（全3巻：作品社、2003-2005年）

### 他の著作
- 『大地・農耕・女性　比較宗教類型論』 堀一郎訳（未來社、1968年）
- 『神話と夢想と秘儀』 岡三郎訳（国文社、1972年）。ISBN 4772000143
- 『エリアーデ日記―旅と思索と人』 石井忠厚訳（未來社（上下）、1984-86年）
- 『エリアーデ回想』、石井忠厚訳（未來社（上下）、1990年）- 1907-1960年の回想
- 『ルネサンス哲学』、石井忠厚訳（未來社<転換期を読む>、1999年）- 初期著作+イタリア紀行 1927-1928
- 『象徴と芸術の宗教学』 ダイアン・アポストロス＝カッパドナ編、奥山倫明訳（作品社、2005年）
- 『迷宮の試煉　エリアーデ自身を語る』 聞き手クロード＝アンリ・ロケ、住谷春也訳（作品社、2009年）
- 『ポルトガル日記 1941-1945』、奥山倫明・木下登・宮下克子訳（作品社、2014年）。ISBN 4861824648
- 『エリアーデ＝クリアーヌ往復書簡 1972-1986』 奥山史亮、佐々木啓共訳（ダン・ペトレスクほか編、慶應義塾大学出版会、2015年）。ISBN 4766422473
- 『エリアーデ世界宗教事典』（クリアーヌ共編、せりか書房、1994年）
- 『エリアーデ オカルト事典』 エリアーデ主編、ローレンス・E・サリヴァン編

（鶴岡賀雄・奥山倫明共訳、法藏館、2002年）。ISBN 4831870315
- 『エリアーデ 仏教事典』（ジョセフ・キタガワほか編、法藏館、2005年）、各・『宗教百科事典』より項目を精選

### エリアーデに関する日本語研究
- 『ユリイカ 詩と批評　特集 エリアーデ』 1986年9月号、青土社
- デイヴィッド・ケイヴ『エリアーデ宗教学の世界　新しいヒューマニズムへの希望』奥山倫明・吉永進一訳、せりか書房、1996年
- 奥山倫明『エリアーデ宗教学の展開 比較・歴史・解釈』 刀水書房、2000年
- 奥山史亮『エリアーデの思想と亡命 クリアーヌとの関係において』 北海道大学出版会、2012年
- マルセリーノ・アヒース＝ビリャベルデ『ミルチャ・エリアーデ　聖なるものをめぐる哲学』平田渡訳、関西大学出版部、2013年

## その他のエピソード
- 映画『コッポラの胡蝶の夢』フランシス・フォード・コッポラ監督、2007年 - 原作「若さなき若さ」（『エリアーデ幻想小説全集　全三巻』収録）
- エスクァイア日本版2008年10月号の『コッポラの胡蝶の夢』特集内で、作家の平野啓一郎がエリアーデに言及